# قائمة مساجد السليمانية

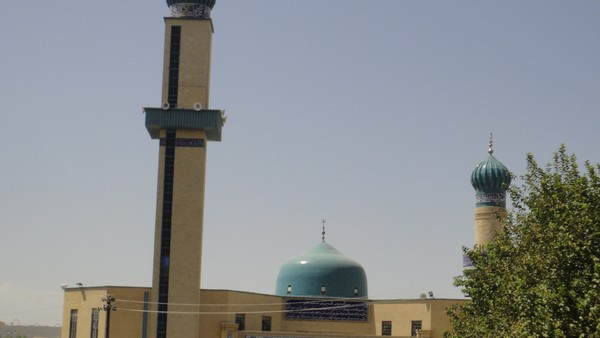
جامع السليمانية الكبير

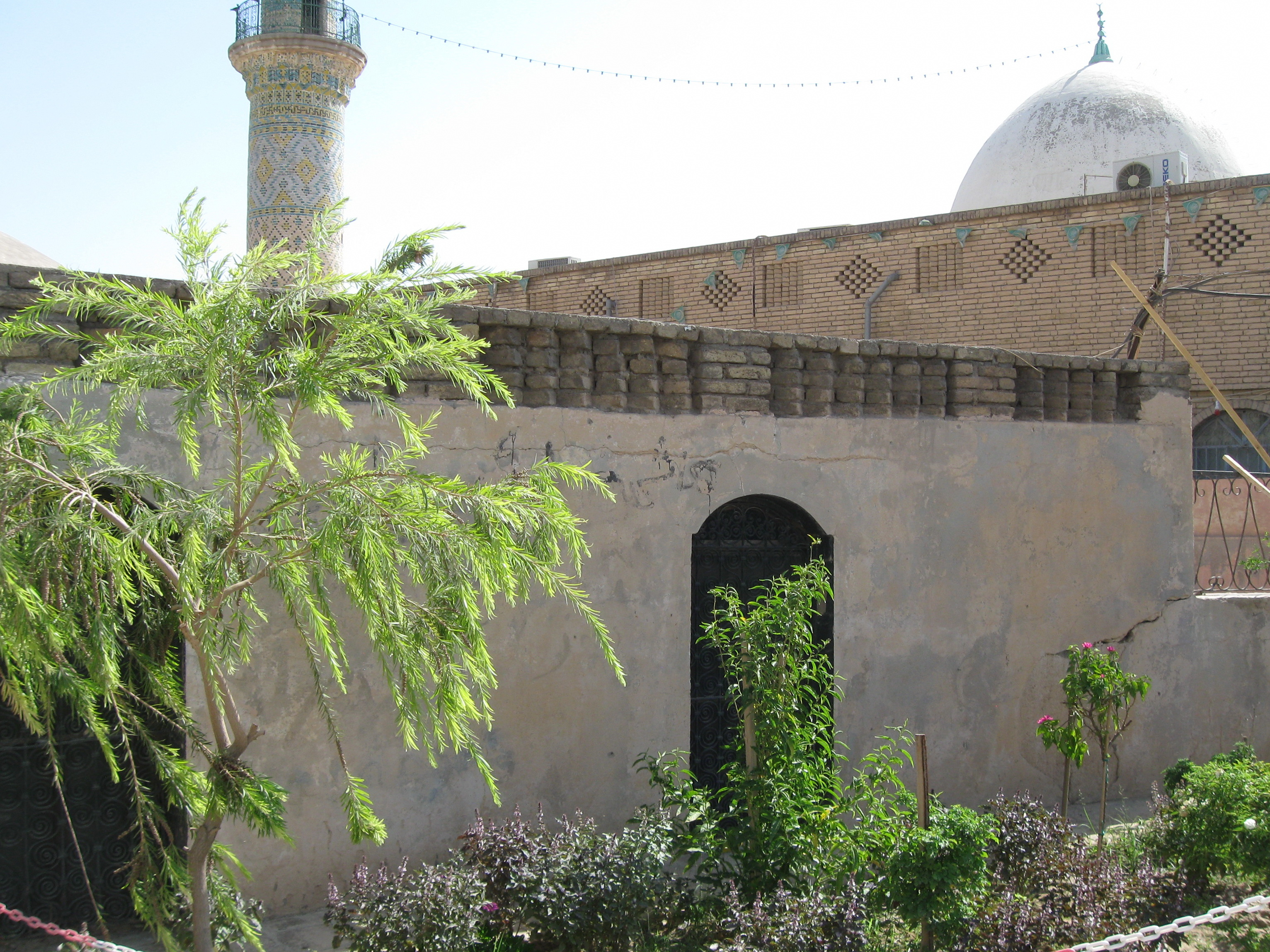
جامع قديم أثري في شمال العراق

تحتوي محافظة السليمانية في شمال العراق على الكثير من المساجد والجوامع والمراقد والأضرحة القديمة التراثية ومنها:
- جامع السليمانية الكبير
- جامع مولانا خالد النقشبندي.
- الجامع الكبير في خورمال
- جامع كفري الكبير.
- جامع جوارتا الكبير.
- الجامع الكبير (مسجد المفتي)
- مرقد بيرشه وكيل.
- مسجد خانم (منطقة المفتي)
- مسجد ناودي (بيارة).
- الجامع الكبير (طويلة).
- مسجد حاجي حان (الحاج أحمد).
- جامع شيخ عثمان طويلة (بيارة)
- مسجد خانقاه الحاج ملا علي
- مسجد قرية كلوب.
- مسجد ومرقد الشيخ علي
- مسجد ومدرسة بيارة
- مسجد ملا أمين رستم
- جامع ملا حسين بسكندي
- جامع خانقاه المحوي
- مسجد ملكندي
- مسجد خربانه
- جامع باشا
- مرقد الشيخ حسن
- مرقد أبو عبيدة الأنصاري
- مسجد قاميشان
- مسجد الشيخ يوسف